# Sohung
Sohung est un arrondissement  situé au centre de la province du Hwanghae du Nord en Corée du Nord. 

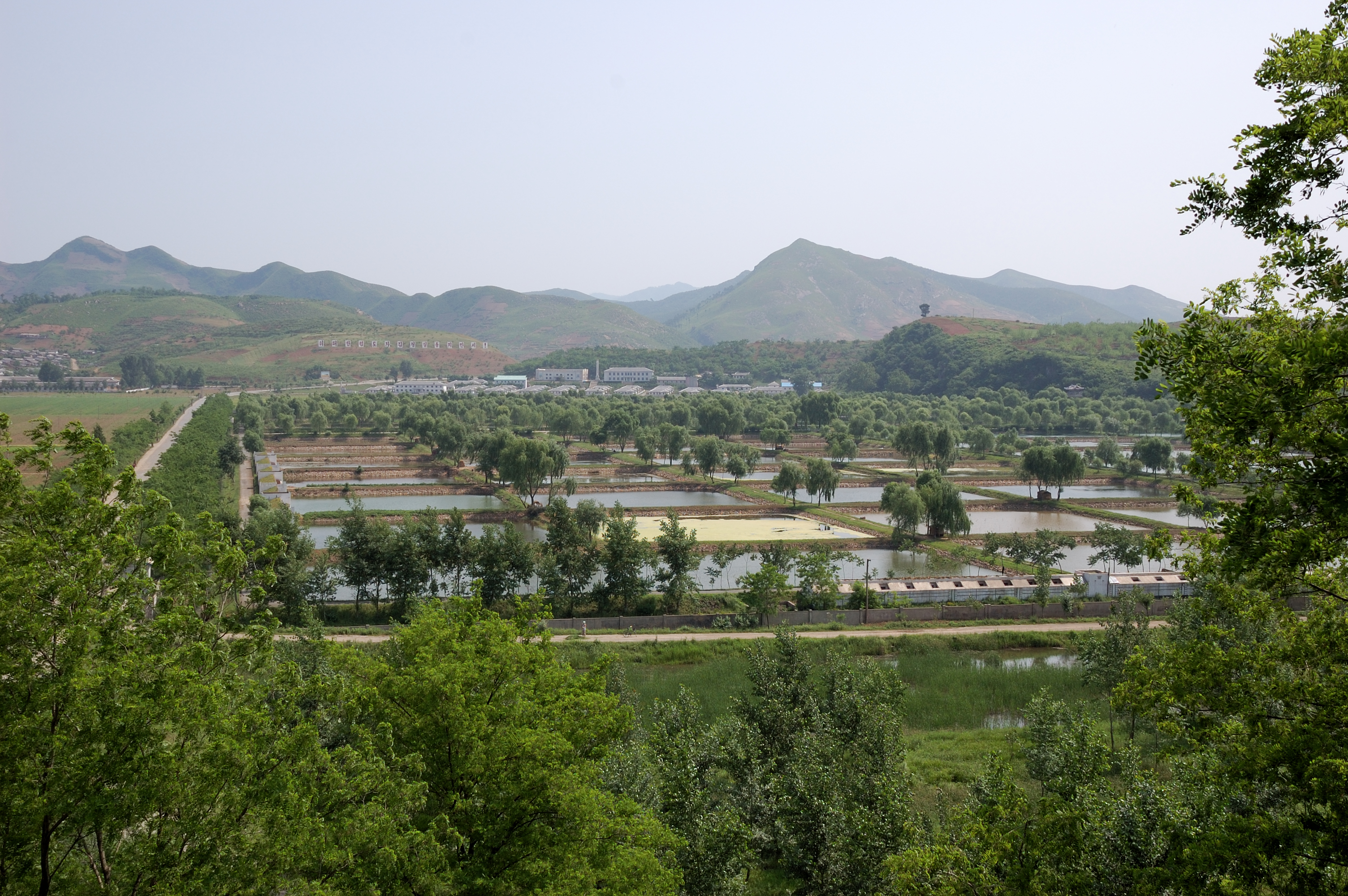
Poman-ri et sa pisciculture

## Géographie
Sohung se trouve à l'intérieur des terres et les saisons sont bien marquées. Les températures moyennes descendent à -8,5 °C en janvier et montent à 24,4 °C en aout. Les précipitations annuelles s'élèvent à 951,6 mm avec un maximum en été. L'arrondissement est arrosé par le Sohunggang (100,8 km) et le Hwangjuchon (99,6 km). Il est parsemé de nombreuses collines, les principales sont le Najangsan (나장산, 691 m), le Puindangsan (인당산, 685 m), le Kumchosan (금초산, 530 m), le Mujangsan (무장산, 524 m) et le Kodoksan (고덕산, 356 m). La forêt couvre 73 % du terrain. Les cultures principales sont le riz, le maïs et la pomme. Sohung-up est bien reliée au réseau ferré car elle se trouve sur la ligne Pyongbu qui relie Pyongyang (à 100 km) à Kaesong (à 87 km).
L'arrondissement de Sohung rassemble un bourg (up) et 20 villages (ri) :
- Sohung-up (서흥읍)
- Chongpho-ri (청포리)
- Daephyong-ri (대평리)
- Hwabong-ri (화봉리)
- Hwagok-ri (화곡리)
- Jajak-ri (자작리)
- Kachang-ri (가창리)
- Komun-ri (거문리)
- Kosong-ri (고성리)
- Kumrung-ri (금릉리)
- Munmu-ri (문무리)
- Namhan-ri (남한리)
- Paekyang-ri (백양리)
- Poman-ri (범안리)
- Pongha-ri (봉하리)
- Rakchon-ri (락촌리)
- Sindang-ri (신당리)
- Songwol-ri (송월리)
- Unchon-ri (운천리)
- Yangam-ri (양암리)
- Yangsa-ri (양사리)

## Culture et tourisme
Kwijinsa, un temple bouddhiste situé à Songwol-ri, a été classé trésor national n° 92. Fondé au XIIe siècle et reconstruit en 1563, il ne reste aujourd'hui que le pavillon Juak et les halles Kukrak et Singom. Cette dernière abritait plus de 2000 blocs en bois servant à imprimer des textes religieux mais nombre d'entre eux ont été emportés par les Japonais en 1931 tandis que les autres sont conservés au musée d'histoire des monts Myohyang,.
Autre temple : Sokmyongsa, fondé en 528.

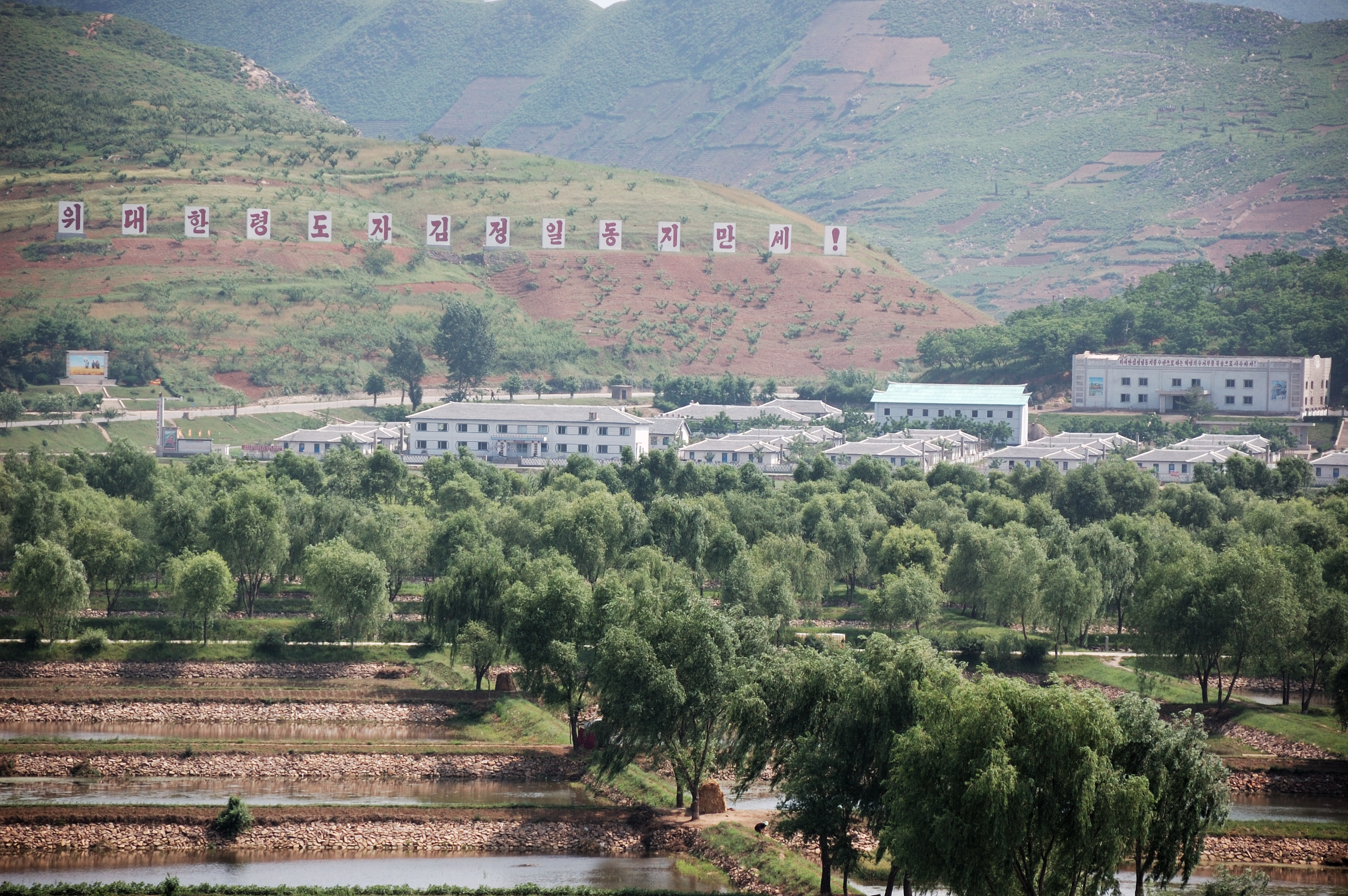
La pisciculture de Poman-ri

## Historique des députations de la circonscription de Sŏhŭng (399e)
- XIème législature (2003-2009) : Chung Ki Hun (Hangeul:정기훈)
- XIIème législature (2009-2014) : Pak Jae Phil (Hangeul: 박재필 Hanja:朴在弼)
- XIIIème législature (2014-2019) : Ri Thae Seop (Hangeul: 리태섭)